# Provinz Jijel
Die Provinz Jijel (arabisch ولاية جيجل, DMG Wilāyat Ǧīǧal, tamazight ⴰⴳⴻⵣⴷⵓ ⵏ ⴶⵉⴶⴻⵍ Agezdu n Jijel; auch Dschidschal) ist eine Provinz (wilaya) im nördlichen Algerien.
Die Provinz liegt östlich von Algier an der Mittelmeerküste und umfasst eine Fläche von 2622 km².
Rund 622.000 Menschen (Schätzung 2006) bewohnen die Provinz, die Bevölkerungsdichte beträgt somit 237 Einwohner pro Quadratkilometer.
Hauptstadt der Provinz ist Jijel.